# Власов, Николай Александрович
Николай Александрович Власов (15 декабря 1905 года, Барнаул — 30 ноября 1980 года, Иркутск) — советский химик, доктор химических наук, профессор. Крупнейший в СССР специалист в области геохимии минеральных озёр и соляных отложений. Созданная им научная школа продолжена заданный им вектор научных исследований, благодаря чему была изучена геохимия минеральных озёр южной части Восточной Сибири, Ингодинской долины, Баргузинской долины, озера долины рек Селенги, Джиды и Чикоя, Юго-западного Прибайкалья и Монгольской народной республики.

## Биография
Родился 15 декабря 1905 года в Барнауле, с 13 лет работал подсобным рабочим. В 1930 году окончил педагогический факультет Иркутского университета.
По окончании образования был отправлен в аспирантуру и прикомандирован в Институт общей и неорганической химии АН СССР.
В 1933 году защитил кандидатскую диссертацию «Политерма взаимной системы из хлористых и бромистых солей калия и натрия от температуры замерзания до 30-40°».
В 1937 году занял должность заведующего кафедры аналитической химии Иркутского государственного университета.
В 1947 году организовал физико-химический научно-исследовательский институт при университете, которым руководил с 1947 по 1952 год.
После 1962 года дважды занимал должность декана химического факультета Иркутского университета.
Являлся заместителем председателя научного совета по аналитической химии СО АН СССР.
Является автором более 300 научных работ.

## Труды
- Гидрохимическая характеристика Верхнекичерских озер. — Иркутск, 1948 (в соавт.).
- Физико-химическая характеристика соляного озера Гурван. — ТЭС // Тр. МНР. Комитет наук. Сер. естеств. науки. — 1964